# Músculo extensor común de los dedos
El músculo extensor común de los dedos, es un músculo del cuerpo humano que está situado en la región dorsal/posterior del antebrazo.
Se origina en el epicóndilo lateral del húmero, en la región externa del codo. Desde este origen se continúa con un potente vientre muscular hasta llegar al retináculo extensor (en la parte dorsal de la muñeca), tetrafurcándose en 4 tendones y pasando estos a través de la cuarta corredera de este retináculo (se conforman diferentes conductos osteofibrosos en el retináculo extensor para el paso de los tendones de múltiples músculos conocidos como correderas), disponiéndose en esta corredera superior al tendón del extensor del dedo índice. Tras pasar la corredera los cuatro tendones (uno para cada dedo), estos terminan en 4 tendones que se unen a la base de las falanges distales de los dedos 2, 3, 4 y 5 de la mano.
Cuando se contrae realiza:
Extensión de la muñeca y de la falange proximal de los dedos.
Leve participación en la extensión del brazo por su inserción en el epicóndilo lateral.
Esta inervado por el nervio interoseo posterior (C7-C8), rama del n. radial.